# 금성 범씨
금성 범씨(錦城范氏)는 전라남도 나주시를 관향으로 하는 한국의 성씨이다.

## 역사
금성 범씨(錦城范氏)의 시조 범승조(范承祖)는 중국 낭야(瑯琊) 사람으로 원(元)나라에서 예부시랑(禮部侍郞)을 지내다가 1274년(고려 원종 15년)에 충렬왕 비인 제국대장공주(齊國大長公主)를 배행하고 고려로 와서 진해진(鎭海鎭：지금 나주)에 정착하였다고 한다. 그는 당시 북송(北宋) 정이천(程伊川)의 『역전(易傳)』, 주자(朱子)의 『사서집주(四書集註)』, 『백가예설(百家禮說)』등 많은 문헌을 가지고 들어와 널리 보급하였다고 전한다. 그의 아들 범유수(范有睢)는 고려 때에 문하시랑(門下侍郞)에 올랐으며, 1334년(충숙왕 3)에 지휘사(指揮使)가 되어 여진족 토벌에 공을 세워 일등공신(一等功臣)으로 책록되었고 금성군(錦城君)에 봉해졌다고 한다.

## 본관
금성(錦城)은 전라남도 나주시(羅州市)의 옛 지명이다. 백제의 발라군(發羅郡)이었는데, 백제 멸망 후 당나라가 대방주(帶方州)를 설치하였으며, 757년(신라 경덕왕 16) 이후 금산군(錦山郡) 또는 금성군(錦城郡)으로 부르며 무주(武州：光州)의 관할로 두었다. 940년(고려 태조 23)에 나주로 지명이 바뀌었고, 983년(성종 2)에 나주목이 설치되었다. 995년(성종 14)에는 나주진해군절도사(羅州鎭海軍節度使)가 되었다. 1018년(현종 9) 다시 나주목으로 고쳐 5개의 속군(무안‧담양‧곡성‧낙안‧남평)과 11개의 속현(철야‧반남‧안노‧복룡‧원율‧여황‧창평‧장산‧회진‧진원‧화순)을 거느렸다. 《세종실록지리지》에 전라도 나주목 복룡(伏龍)의 속성(續姓)으로 범(汎)씨가 기록되어 있다.

## 인물
- 범세동(范世東) : 자는 여명(汝明), 호는 복애(伏崖). 아버지는 통찬(通贊) 후춘(後春)이며 정몽주(鄭夢周)의 제자이다. 1369년(고려 공민왕 18년)에 식년 문과에 급제하여 덕녕부윤(德寧府尹)·간의대부 등을 지냈다. 성리학을 깊이 연구하여 원천석(元天錫)과 함께 『화해사전(華海師全)』을 편집하고, 『동방연원록(東方淵源錄)』을 편찬하였다. 고려가 망하자 두문동(杜門洞)에 은거하였다가 고향인 나주(羅州 : 지금의 광주광역시 광산구 덕림동)로 돌아왔으며, 조선 태종(太宗)이 여러 번 벼슬을 권하였으나 끝내 사양하였다. 별세 후 후덕군(厚德君)에 봉해지고 문충(文忠)의 시호를 받았으며 개성의 표절사(表節祠)·두문동서원(杜門洞書院), 광주(光州)의 복룡사(伏龍祠)에 제향되었다.

- 범기생(范起生, 1553년 ∼ 1593년) : 조선 중기 의병장. 자는 원보(元甫)이고, 호는 죽천(竹川)이다. 본관은 금성(錦城)이고, 전라도 광주(光州)에서 태어났다. 범세동(范世東)의 9세손이며, 학봉(鶴峰) 범가용(范可容)과 용계(龍溪) 범천배(范天培)의 후손이다. 부친 범홍로(范弘老)의 맏아들로 태어났다. 동생으로는 임진왜란 진주성 전투에 함께 참여했다 순절한 성와(省窩) 범기봉(范起鳳)이 있다. 그는 어려서부터 고려가 망하고 조선이 개국했을 때 불사이군(不事二君) 할 수 없다며 개성(開城) 부근의 두문동(杜門洞)으로 들어가 이성계가 여러 차례 불러도 나오지 않고, 끝까지 절의를 지킨 조상 범세동의 이야기를 들으며 자랐다. 타고난 지혜와 용기가 매우 뛰어났으며, 절의를 지킨 충신 집안에서 자란 덕분에 어려서부터 나라에 대한 충성심과 의로운 일에 앞장서는 성격을 지니게 되었다. 자라서는 우계(牛溪) 성혼(成渾)의 문하에서 수학하며 성리학을 배웠다. 1592년(선조 25) 임진왜란이 일어나자 창의사(倡義使) 김천일(金千鎰), 경상우도병마절도사(慶尙右道兵馬節度使) 최경회(崔慶會), 고종후(高從厚) 등의 의병장들과 경상도‧전라도 등지에서 왜군을 물리치는 데 많은 공훈을 세웠다. 1593년(선조 26) 6월에는 왜군이 대군(大軍)을 거느리고 진주성(晉州城)을 공격하자, 조정에서는 도원사(都元師) 김명원(金明元)과 전라도순찰사(全羅道巡察使) 권율(權慄) 등을 의령(宜寧)으로 파견하였다. 그러나 왜군의 숫자와 기세에 눌려 더 이상 도움을 줄 수가 없었다. 김천일‧최경회‧고종후 그리고 충청도병마절도사(忠淸道兵馬節度使) 황진(黃進)과 6만 명 진주(晉州) 백성들은 힘을 합쳐 왜군을 물리치다 결국 역부족으로 패하고 말았다. 이때 그는 동생 범기봉과 함께 임진왜란 최대 격전지인 진주성 싸움에 참가하여 치열하게 싸우다가 김천일‧최경회‧고종후 등의 의병장들과 함께 장렬하게 순절하였다. 임진왜란이 끝난 후, 형제는 선무원종공신(宣武原從功臣)으로 녹훈(錄勳)되었었다. 또한 그는 이조참의(吏曹參議)에, 동생은 사헌부지평(司憲府持平)에 추증(追贈)되고, 나란히 광주 북구 생룡동에 있는 복룡사(伏龍祠)에 배향되었다. 복룡사는 그의 선조 범세동을 주벽으로 하고 범세동의 6세손 범가용(范可容)과 학생으로 이름난 범천배(范天培)가 배향(配享)되어 있던 곳이다.

- 범경문(范慶文, 1738년 ∼ 1800년) : 조선 후기의 시인. 본관은 금성(錦城). 자는 유문(孺文), 호는 검암(儉巖). 17, 18세 때에 문장으로 이름나 진신대부들 사이에 잘 알려져 있었고, 그들로부터 장자(長者)의 풍모를 지녔다는 말을 들었다고 한다. 여항시인인 김시모(金時模)·김진태(金鎭泰) 등과 교유하며 창작활동을 하였으며, 이밖에 최윤창(崔潤昌)·마성린(馬成麟)·백경현(白景炫) 등과 사귀었고, 손아래인 천수경(千壽慶)을 비롯한 이른바 송석원시사(松石園詩社)의 구성원들과도 관계를 맺었다. 그가 18세 되던 해에 지은 시 「만음(謾吟)」 중에 “애석하다, 10년 동안 밑바닥 일만 이루었구나.”라고 한 말이 있는 것으로 보아, 일찍부터 학문을 하였으며 그의 의식은 양반계층의 그것과 다름없었음을 알 수 있다. 밑바닥 일이란 시문장을 지칭한 것이다. 음주를 좋아하고 성격이 소광(疎曠)하여 당시 이름 있는 시인들과 수창하였으므로, 그가 남긴 시작품의 다수가 수창시이다. 저서로 『검암산인시집(儉巖山人詩集)』 2권 1책이 있다.

- 범윤덕(范潤德) : 호는 양성당(養性堂). 묵헌(默軒) 범지묵(范志默)의 손자이다. 일원론적(一元論的) 주기파(主氣派)에 속하며, 주자학(朱子學)을 극력 배격했던 고산(鼓山) 임헌회(任憲晦)의 문인이다. 과거 공부를 하지 않고 산림에 은거하여 후진을 양성하는데 힘을 썼으며, 후진 중에 뜻을 성취한 인물이 많았다.

- 범대순(范大錞, 1930년 ~ 2014년) : 전남대학교 영문과 교수. 전남문인협회 회장.
- 범택균(范澤均, 1932년 ~ ) : 前 인천시 부시장
- 범희승(范熙承, 1957년 ~ ) : 전남대학교 의과대학 교수
- 범기영(1976년~) : KBS 기자 겸 앵커

## 조선 왕실과의 인척 관계
- 철종 후궁 숙의 범씨

## 집성촌
- 광주광역시 남구 승촌동
- 광주광역시 북구 생룡동
- 전라남도 장성군 남면 덕성리

## 인구
- 2015년 금성 범씨 3,663명 + 나주 범씨 63명 + 금산 범씨 15명 + 광주 범씨 41명 = 3,782명

## 참고 자료
- “금성범씨(錦城范氏)”. 뿌리를 찾아서.[깨진 링크(과거 내용 찾기)]